# Villa Rettig
Villa Rettig var en villa på Alderudden, numera T-udden, i Gävle, uppförd omkring 1870 av tobaksfabrikör John Rettig. Villan testamenterades 1933 till Gävle kommun och användes under något decennium som snickarverkstad. Under 1950-talet förföll villan och brändes slutligen ner i samband med en brandövning 1967. Interiören från en av salongerna finns idag bevarad på Länsmuseet Gävleborg.